# The Dave Clark Five
The Dave Clark Five (DC5) – pochodząca z Londynu, grupa rockowa, popularna w połowie lat sześćdziesiątych XX wieku. Główny rywal The Beatles w czasie brytyjskiej inwazji na USA.

## Historia
Korzenie grupy sięgają 1957 roku, lecz jej ostateczny skład ustalił się dopiero w 1961 roku. Założycielem zespołu był Dave Clark – kaskader i perkusista. Był nie tylko liderem grupy i jej perkusistą, lecz komponował również muzykę, pisał teksty, był menedżerem zespołu i producentem jego nagrań. W skład zespołu wchodzili również Mike Smith (główny wokal, instrumenty klawiszowe), Rick Huxley (gitara basowa), Dennis Payton (saksofon) i Lenny Davidson (gitara prowadząca).
Zespół stworzył własne brzmienie zwane Tottenham Sound. Składały się nań: dynamiczne bębnienie Clarka, zachrypnięty wokal Smitha i jego pulsacyjna gra na klawiszach, a także ostre brzmienie, rzadko wówczas wykorzystywanego przez zespoły beatowe, saksofonu. Muzyka the Dave Clark Five dała początek nurtowi, który nazwano Heavy Drum albo Heavy Bass. Perkusista – Max Weinberg w książce The Big Beat. Conversations with Rock’s Great Drummer uznał Dave’a Clarka, obok m.in. Ringo Starra z The Beatles i Charliego Wattsa z The Rolling Stones, za pioniera rockowego grania na perkusji.
Zespół od 1961 roku stale występował w sieci sal tanecznych Mecca, szczególnie w Royal Tottenham. Przyciągał tam, każdego wieczora, tysiące słuchaczy. Kiedy firma Mecca przeniosła zespół do sali Basildon, trzysta dziewcząt na początku marca 1963 pomaszerowało do ratusza dzielnicy Tottenham, z petycją podpisaną przez kilka tysięcy fanów, żądającą powrotu grupy do Royal Ballroom. Miarą popularności kwintetu było zdobycie, tego samego roku, Złotego Pucharu Mecca dla najlepszego brytyjskiego zespołu grającego na żywo.
Między 1964 a 1970 rokiem zespół cieszył się popularnością na całym świecie. Sprzedał 100 milionów płyt. Grupa umieściła 24 single w gorącej setce magazynu Billboard i 22 w Top 50 listy brytyjskiej. 15 singli i 7 dużych płyt osiągnęło Top 10 przebojów w Anglii bądź w Ameryce. Tylko między styczniem 1964 a grudniem 1965 roku miała 12 przebojów w pierwszej dwudziestce hitów w tym aż sześć w Top 5. Single Glad All Over i Bits and Pieces sprzedano w ilości 2,5 miliona sztuk każdy. Drugi z nich zabroniony był w wielu salach tanecznych, ponieważ tupot nóg rozbawionej młodzieży, zgodny z jego marszowym rytmem, powodował po prostu niszczenie parkietu.
Ich przeboje to m.in.: z 1963 – Do You Love Me, z 1964 – Can’t You See That She’s Mine, Because, Any Way You Want It (z echem – co było wówczas nowością), z 1965 – Come Home, I Like It Like That, Catch Us If You Can, Over and Over, z 1966 – Try to Hard, At the Scene, z 1967 – You Got What It Takes, Everybody Knows, z 1968 – The Red Balloon, z 1969 – Good Old Rock’n’Roll, a z 1970 – Everybody Get Together.
The Dave Clark Five był pierwszym, przed Beatlesami, zespołem brytyjskiej inwazji na USA, który odbył tamże wielką trasę koncertową. Jego sukcesy (w 1964 i 1965) dorównywały The Beatles. Najczęściej też, spośród wszystkich brytyjskich lub amerykańskich grup, występował w The Ed Sullivan Show (aż 18 razy). Bilety na jego trasy koncertowe, w tym występy w prestiżowej Carnegie Hall w Nowym Jorku, były sprzedawane natychmiast po ukazaniu się.
Zespół zagrał w dwóch filmach, z których drugi pt. Catch Us If You Can stał się przebojem kinowym w 1965 roku. Clark nagrywał programy muzyczne z przebojami kwintetu (np. Hold On – It’s the Dave Clark Five z 1968). Zespół promował mniej wówczas znanych artystów jak np. Bee Gees. Koncerty kwintetu otwierały gwiazdy tej miary co Aretha Franklin, Cher czy Chuck Berry.
W 1969 roku zespół nagrał pierwszą w Europie składankę rock’n’rollowych standardów pt. Good Old Rock ‘n’ Roll. Poprzez swoje brzmienie wpłynął na powstanie heavy metalu. Uległ rozwiązaniu w 1970 roku. Do 1973 roku Clark i Smith realizowali zobowiązania kontraktowe jako Dave Clark & Friends.
W 2005, 2006 i 2007 roku zespół The Dave Clark Five był nominowany do Rock and Roll Hall of Fame. Jak doniosło Fox News głosowanie, które miało miejsce w marcu 2007 roku przebiegło w atmosferze skandalu. Mimo że grupa otrzymała więcej głosów niż Grandmaster Flash and the Furious Five nie została wprowadzona do Rock and Roll Hall of Fame. 13 grudnia 2007 ogłoszono, że The Dave Clark Five razem z Madonną, Johnem Mellencampem, Leonardem Cohenem oraz The Ventures zostali członkami Rock and Roll Hall of Fame. Uroczystość miała miejsce 10 marca 2008 roku, a The Dave Clark Five wprowadzał aktor Tom Hanks.

## Dyskografia

### Single
Lista singli oraz najwyższa pozycja którą utwór osiągnął na jednej z list przebojów – brytyjskiej, amerykańskiej lub kanadyjskiej oraz ewentualnie, przyznane nagrody.
- 1964 Glad All Over – nr 1, złoty singel
- 1964 Bits and Pieces – nr 1, złoty singel, nagroda Brytyjskiego Przemysłu Muzycznego
- 1964 Do You Love Me – nr 5, złoty singel
- 1964 Can’t You See That She’s Mine – nr 4, złoty singel
- 1964 Because – nr 3, złoty singel
- 1964 I Knew It All The Time – nr 53
- 1964 Everybody Knows (I Still Love You) – nr 15
- 1964 Any Way You Want It – nr 7, nagroda Brytyjskiego Przemysłu Muzycznego
- 1964 Thinking of You Baby – nr 26
- 1965 Come Home – nr 14
- 1965 Reeling and Rocking – nr 18
- 1965 I’m Thinking – nr 128 (strona B Reeling and Rocking)
- 1965 I Like It Like That – nr 7, złoty singel
- 1965 Catch Us If You Can – nr 4, złoty singel, Nagroda Brytyjskiego Przemysłu Muzycznego
- 1965 Over And Over – nr 1, złoty singel
- 1966 At the Scene – nr 16
- 1966 Try Too Hard – nr 9, nagroda Brytyjskiego Przemysłu Muzycznego
- 1966 Please Tell Me Why – nr 28
- 1966 Look Before You Leap – nr 50
- 1966 Satisfied with You – nr 19
- 1966 Nineteen Days – nr 18
- 1967 I’ve Got to Have a Reason – nr 44
- 1967 You Got What It Takes – nr 7, złoty singel
- 1967 You Must Have Been a Beautiful Baby – nr 35
- 1967 A Little Bit Now – nr 67
- 1967 Red and Blue – nr 89
- 1967 Everybody Knows – nr 2
- 1968 Please Stay – nr 115
- 1968 No One Can Break a Heart Like You – nr 28
- 1968 The Red Baloon – nr 7
- 1968 Live in the Sky – nr 39
- 1969 Put a Little Love in Your Heart – nr 31
- 1969 Good Old Rock’n’Roll – nr 7
- 1970 Everybody Get Together – Nr 8
- 1970 Here Comes Summer – nr 44
- 1970 More Good Old Rock’n’Roll – nr 34

### Albumy
- 1964 A Session with the Dave Clark Five – WB
- 1964 Glad All Over – złota płyta USA
- 1964 Return – złota płyta USA
- 1964 American Tour – złota płyta USA
- 1965 Coast to Coast – złota płyta USA
- 1965 Weekend in London – USA
- 1965 Having a Wild Weekend – USA
- 1965 Catch Us If You Can – WB
- 1966 I Like It Like That – USA
- 1966 Greatest Hits – złota płyta USA
- 1966 Try Too Hard – USA
- 1966 Satisfied With You – USA
- 1966 More Greatest Hits – USA
- 1967 5 By 5 – USA
- 1967 You Got What It Takes – złota płyta USA
- 1968 Everybody Knows – USA
- 1968 Everybody Knows – WB
- 1969 Five By Five 14 Titles By Dave Clark Five – WB
- 1970 If Somebody Loves You – WB
- 1970 The Best of the Dave Clark Five – WB
- 1971 The Dave Clark Five Play Good Old Rock & Roll – WB, złota płyta Australia
- 1972 Dave Clark & Friends – WB
- 1978 25 Thumping Great Hits – platynowa płyta WB
- 1993 Glad All Over Again (CD) – WB
- 1993 The History of the Dave Clark Five (2CD) – USA
- 2008 The Hits (CD) – WB